# Samuel Marsden
Pour les articles homonymes, voir Marsden.
Samuel Marsden (Farsley (Yorkshire), 25 juin 1765-Windsor (Nouvelle-Galles du Sud), 12 mai 1838) est un missionnaire protestant britannique.

## Biographie
Né dans une famille méthodiste, fils d'un forgeron et agriculteur, boursier du Magdalen College, il y rencontre William Wilberforce, le contradicteur de Charles Darwin.
Ordonné en mai 1793, nommé assistant du pasteur Richard Johnson en Nouvelle-Galles du Sud, il y arrive sur un bateau de forçats, l' Active, commandé par Thomas Hansen, en 1794 et s'installe à Parramatta.
En 1800, il succède à Johnson et s'occupe d'une vaste politique d'achat de terrains. Il inflige en outre d'extrêmes punitions aux détenus comme magistrat du tribunal de Parramatta. Tout ceci lui est plus tard reproché et il est démis de ses fonctions de magistrat en 1822.
Comme missionnaire, membre de la Church Mission Society, il se lance dans l'évangélisation de la Nouvelle-Zélande et installe une colonie dans la région de Bay of Islands où il établit des échanges avec les chefs maoris Ruatara et Hongi Hika, de la tribu Ngapuhi (1814-1823).
En 1819, il introduit la vigne en Nouvelle-Zélande.
Il est inhumé dans l'église Saint-Jean de Parramatta.

## Œuvres
- A Short Account of the Character and Labours of the Rev. Samuel Marsden, 1844
- Memoirs of the Life and Labours of the Rev. Samuel Marsden of Parramatta, The Religious Tract Society, Londres, 1858
- The letters and journals of Samuel Marsden, 1765-1838, publiées en 1932

## Hommages
Plusieurs lieux ont été nommés en son honneur :
- Samuel Marsden Collegiate School (en) à Karori (Wellington) et à Whitby (Porirua).
- La House Marsden à King's College, Auckland (en)
- Kenneth Slessor a écrit un poème satirique nommé Vesper-Song of the Reverend Samuel Marsden
- Il apparait dans le roman de Patrick O'Brian, The Nutmeg of Consolation (Les tribulations de la Muscade) et dans la série télévisée australienne Against the Wind (TV series) (en) (1978)